# Léopold III d'Anhalt-Dessau
Pour les articles homonymes, voir Léopold III.
Léopold III Frédéric François (en allemand : Leopold III. Friedrich Franz), né le 10 août 1740 à Dessau et mort le 9 août 1817 dans la même ville, membre de la maison d'Anhalt, est prince souverain d'Anhalt-Dessau dès 1751 puis duc d'Anhalt-Dessau de 1807 jusqu'à sa mort. Un adepte des Lumières et de la tolérance, il se montre un souverain moderne et réformiste ; sa renommée réside avant tout dans la création du royaume des jardins de Dessau-Wörlitz qui figure aujourd'hui sur la liste du patrimoine mondial de l'UNESCO.

## Biographie
Léopold III est le fils aîné du prince Léopold II d'Anhalt-Dessau (1700-1751) et de son épouse Gisèle-Agnès (1722-1751), fille du prince Léopold d'Anhalt-Köthen. Lorsque son père décède prématurément, en 1751, son oncle Thierry assure la régence sur la principauté d'Anhalt-Dessau jusqu'à sa majorité, en 1758. Au cours de son Grand Tour, il entreprend beaucoup de voyages d'études, avant tout, à l'Italie, la France, la Suisse, les Pays-Bas et l'Angleterre.
Fidèle à la tradition de sa famille, notamment de son grand-père Léopold, il entre dans l'armée prussienne et devient le commandant d'un régiment à Halle. Comme son oncle Maurice, il participe à la guerre de Sept Ans dans les rangs de l'armée du roi Frédéric II de Prusse. Influencé par les conséquences de la bataille de Kolin, le 18 juin 1757, il déclare néanmoins que son état de santé l'oblige à renoncer à la carrière des armes pour se consacrer à l'administration de sa principauté. En échange il s'oblige à payer une contribution de 180 000 thalers provenant de sa fortune privée. En 1769, Frédéric II le fait chevalier de l’ordre de l’Aigle noir.

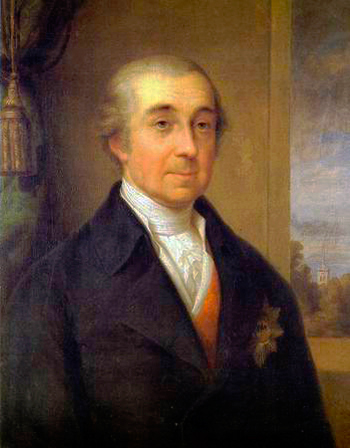
Léopold III, portrait du début du XIXe siècle.

Le prince est un fervent admirateur de la philosophie de Jean-Jacques Rousseau et de Johann Georg Sulzer, ainsi que de la théorie de l'art initié par Johann Joachim Winckelmann. Il forme à Dessau plusieurs établissements utiles, entre autres le collège appelé Philanthropinum sous la direction de Johann Bernhard Basedow et de Joachim Heinrich Campe. Il fait construire un grand nombre de routes, un pont sur l'Elbe, des palais en style classique comme le Georgium à Dessau, et surtout le royaume des jardins de Dessau-Wörlitz, constituant le plus important jardin anglais en Europe continentale, classé au patrimoine mondial depuis 2000.
Plein d'estime pour ce prince, Napoléon respecte toujours l'indépendance de ses états. Léopold III rejoint la confédération du Rhin en 1807 et fournit de nombreux contingents à l'empereur. Ayant pris la tête de la maison d'Anhalt, il est élevé au rang de duc la même année, à la suite de ses cousins Auguste-Christian d'Anhalt-Köthen et Alexis-Frédéric-Christian d'Anhalt-Bernbourg. D'autre part, il a réservé un accueil chaleureux à Ferdinand von Schill en 1809. Sous son règne, le duché d'Anhalt-Dessau rejoint la Confédération germanique en 1815.
Léopold III meurt en 1817 des suites d'un accident d'équitation. Son petit-fils Léopold IV Frédéric lui succède.

## Mariages et descendance
Léopold III épouse Louise de Brandebourg-Schwedt (1750-1811), fille du margrave Henri-Frédéric de Brandebourg-Schwedt et de la princesse Léopoldine-Marie d'Anhalt-Dessau, le 25 juillet 1767 au château de Charlottenbourg ; le mariage a eu lieu sous l'égide de Frédéric II de Prusse. Le couple a deux enfants :
- une fille mort-née (1768-1768) ;
- Frédéric (1769-1814), prince héritier d'Anhalt-Dessau, épouse en 1792 Amélie de Hesse-Hombourg (1774-1846) d'où postérité.

Léopold III a également de nombreux enfants illégitimes.